# Beke család
A Bekeházi nemes Beke család a 17. században nyert kiváltságot.

## A Bekeházi nemes Beke család származása
A család Zala vármegyei nemesi család. Bekeháza ma puszta Zalaegerszeg határában.
1692-ben Beke Miklós a Győr vármegyei Ráró községben volt birtokos, miután a török fogságból volt kiváltották.
Nemességét igazolta Győr vármegye közgyűlése előtt, s viselte a "Bekeházi" nemesi előnevet.
A nemességet I. Lipót magyar király adományozta a családnak (feltehetőleg Miklósnak és öccsének Jánosnak) 1692 előtt.
Pontos ideje nem ismert, mert a nemesi oklevél elveszett.

## A család címere
Jobb haránt vágott pajzs, a felső mezőben könyöklő emberi kar kardot tart. Az alsó mezőben hármas halom közepén tölgyfa, a sisakdíszen két sasszárny között vadkecske látható. A címer színeit nem közli a forrás.

## A család leszármazása
1692. szeptember 6-án Beke Miklósnak és Farkas Katalinnak János nevű fia született Ásványon. Ásvány ma Ásványráró település része. 
Ez a János igazolta nemességét Rárón 1754-ben fiaival, Lőrinccel, Jánossal, Mártonnal, Mihállyal, Istvánnal.
Az 1754-1755. évi nemesi összeíráskor Zala vármegyében Beke Ferenc igazolta nemességét.
1767-ben Győr vármegye nemesi bizonyítványt adott ki a Beke családnak.
Beke Márton legidősebb fiának, Józsefnek két fia volt, József és István. Második fiának, az ugyancsak Márton nevű tanárnak és uradalmi jogtanácsosnak két fia volt: Alajos Szécsényben élt, László 1837-ben halt meg mint Pereszlényi katolikus plébános. A harmadik fiú, Imre 1803-ban kikérte nemesi bizonyítványát Győr vármegyétől, és 1808-ban azt Nógrád vármegyében kihirdette. Az ő legidősebb fia, Lajos Mándokon élt, a kisebbik fiú, Gábor Csalári lakos volt. Gábor fia Albert, unokája Imre, dédunokái, Albert, Gyula, Zoltán voltak. Beke Márton negyedik fia András volt. Ő Temes vármegyébe költözött 1837-ben. Ismert János, és András nevű fiai.
Zala megyében született Beke Márton szerzetes, aki több könyvet írt, s igazolta az e családhoz való tartozását.
Beke Imre uradalmi tiszt, fia Kristóf született a Vas vármegyei Torony községben, katolikus pap.
- 1779: Beke István és fia Mihály, Beke János igazolta nemességét Rárón.
- 1781,1790,1798: Rárón igazolt nemes: Beke István és János.
- 1809-ben Rárón nemes Beke János.
- 1820: Rárón nemes Beke János, és öccse Péter. Ásványon nemes Beke József.
- 1832,1842,1845: Rárón nemes Beke János. Ásványon nemes Beke József.

A szétköltözések révén az egész országban fellelhető nemesi család. Ásványrárón és környékén ma is élnek a család tagjai. A szigetközi leszármazottak száma közel száz főre tehető.